# Irina Jakowlewna Konschina
Irina Jakowlewna Konschina, geboren Emma Mershon, (russisch Ирина Яковлевна Коншина, урожд. Эмма Мэршон; * 9. Februar 1867 in Newton, Iowa; † 1937 in Kaluga) war eine US-amerikanische bzw. russische bzw. sowjetische Mezzosopranistin, Opernsängerin, Mäzenin und Gesangspädagogin.

## Leben
Die Familie Mershon führte sich auf Henri Merchon zurück, der mit seinem Sohn unter Ludwig XIV. aus Paris in das britische Nordamerika floh. Emma Mershon war die Tochter aus der dritten Ehe James Roe Mershons (1815–1901), der u. a. ein Jahr lang Pfarrer in Durham, Connecticut, war und ab 1854 sich in Newton, Iowo, als Unternehmer betätigte.
Schon als Kind fiel Emma Mershon durch ihre besonderen musikalischen Fähigkeiten auf. Mit ihrem Vater kam sie 1887 nach Paris zum Gesangsstudium. In Lodi wurde sie 1888 Studentin Francesco Lampertis und debütierte 1889 auf der großen Opernbühne. Mit ihrer schönen Stimme zeichnete sie sich als Koloratur-Mezzosopranistin aus.
Nikolai Konschin (1862–1915), Sohn des russischen Textilindustriellen Nikolai Konschin, hörte Emma Mershon singen und machte ihr einen Heiratsantrag. Am 15. April 1890 heirateten sie in Florenz in der Kirche der russischen Botschaft. Konschin mit einer schönen Tenor-Stimme hatte gegen den Willen des Vaters am Moskauer Konservatorium und dann an der Schule des Teatro dell’Opera di Roma studiert. Das Ehepaar ließ sich in Moskau nieder und verbrachte die Winter in Rom. Opernhäuser schlossen mit ihnen sehr günstige Verträge ab.
Als die britische Königin in London einer Generalprobe beiwohnen wollte und Konschin eine Stunde zu spät kam, beendete der ausgelöste Skandal die Opernkarriere der Konschins, indem alle Verträge gekündigt wurden. Nachdem Konschin in einem St. Petersburger Theater ausgebuht worden war (offenbar auf Betreiben des Vaters), trat er nicht mehr auf und verbot auch seiner Frau Bühnenauftritte. Er nahm sie 1893 mit nach Romodanowo und 1894 auf das Landgut Achlebinino im Gouvernement Kaluga, das sein Vater ihm mit dem zugehörigen Dorf geschenkt hatte. Dort beschäftigte er sich erfolgreich mit der Pferdezucht, kaufte umliegende Ländereien auf und ließ sich mit Hilfe der Architekten Fjodor Schechtel und Roman Klein ein Herrenhaus-Ensemble mit Park bauen. Nach dem Tod des ersten Sohns Nestor konvertierte sie als Irina Jakowlewna zum russisch-orthodoxen Glauben. Sie bekam dann noch die Söhne Nikolai (1899–1953) und Georgi (1904–1966), die nach der Oktoberrevolution in die USA auswanderten.
Irina Konschina betätigte sich als Wohltäterin. Um den Bauern das Leben zu erleichtern, organisierte sie in Achlebinino und Nachbardörfern mit Unterstützung der benachbarten Gutsherrin Sofja Emmanuilnowna Mamonowa und der Lehrerin Tatjana Iwanowna Tschurikowa-Zwetkowa die Herstellung von kunsthandwerklichen Stickereien, Gläsern u. a. Die Arbeiten wurden in Kaluga, Serpuchow, Odessa, Nischni Nowgorod, Moskau, St. Petersburg und auch im Ausland mit Gewinnung von Preisen ausgestellt und erfolgreich vermarktet. Für ihre Arbeit zur Entwicklung des Kunsthandwerks erhielt sie eine kaiserliche Anerkennung und 10.000 Rubel zur Fortsetzung dieser Arbeit.
Konschinas Tätigkeiten wurden von ihrem Mann nicht gebilligt, der auch die Restaurierung der Kirche in Achlebinino verweigerte. Ihr gekang nur der Bau einer Ziegelkapelle. Sie gründete 1905 eine Kirchengemeindeschule mit einer Tischlerewerkstatt für die Jungen und eine Stickereiwerkstatt für die Mädchen. Sie selbst unterrichtete Kirchengesang. Sie mietete in der Nähe von Achlebinino einen Teil eines Hofes und richtete dort ein Kinderobdachlosenheim ein mit anfangs 28 Jungen und 16 Mädchen und mit 75 Kindern später. Dazu wurde dort eine Manufaktur gegründet. In Achllebinino gründete sie die Nüchternheitsgesellschaft und eine Volksbibliothek. Zusammen mit der Oberin Juwenalija (Mardschanowa) der Moskauer Pokrowskaja-Gemeinschaft der Schwestern der Barmherziigkeit bgleitete Konschina im Oktober 1911 die Großfürstin Jelisaweta Fjodorowna bei der Wallfahrt zur Sergijew-Skite der Kaluga-Abteilung der Kaiserlichen Orthodoxen Palästina-Gesellschaft bei Kaluga.
Nach dem Tod ihres Mannes ließ Konschina die Kirche in Achlebinino restaurieren, die dann 1916 vom Bischof von Kaluga geweiht wurde. Sie heiratete den Absolventen der Geistlichen Akademie im Dreifaltigkeitskloster von Sergijew Possad Walentin Wassiljewitsch Reutow (1887–1970), den sie 1912 als Lehrer ihrer Söhne aus Sergijew Possad eingeladen hatte.
Nach der Oktoberrevolution mit Enteignung des Landguts Achlebinino zog Konschina mit ihrer Familie nach Kaluga. Sie lehrte Operngesang an der Musikschule, die 1924 mit der Theaterschule zusammengelegt wurde. Auch gab Konschina der Sopranistin Walerija Barsowa Gesangunterricht.